# Vrelo Bune
Koordinaten: 43° 15′ 24,8″ N, 17° 54′ 12,4″ O
Vrelo Bune, auch Bunaquelle, ist eine Karstquelle in Blagaj, südlich von Mostar im Süden von Bosnien und Herzegowina. Sie ist die stärkste Quelle des Landes und gehört zu den größten von Europa.

## Beschreibung

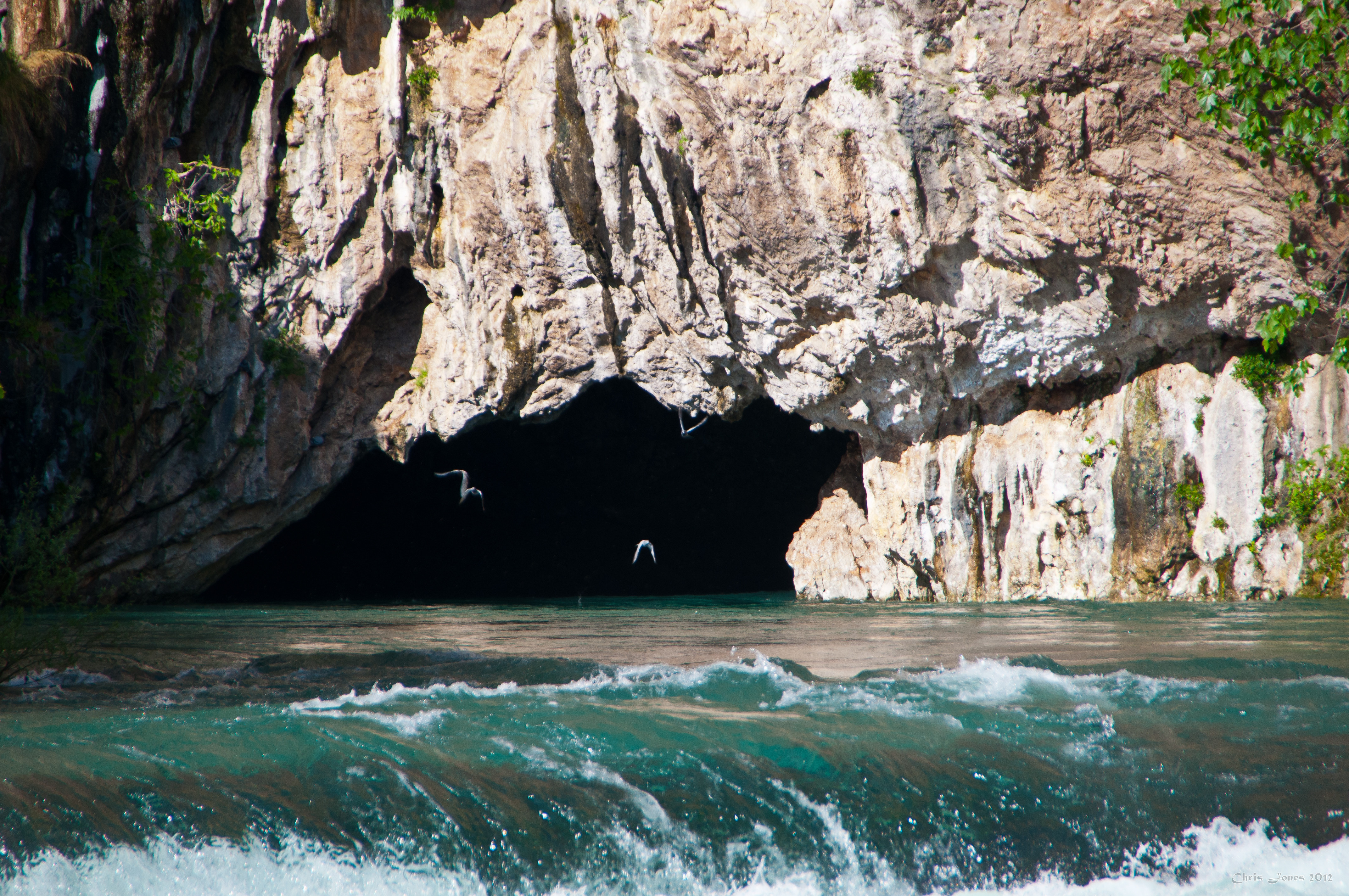
Das Höhlenportal der Quelle

Der Karstquelle am Höhlenmund einer Felswand entspringt die Buna, ein neun Kilometer langer Nebenfluss der Neretva. Die durchschnittliche Schüttung beträgt 43.000 l/s; diese ist jedoch stark von Witterung und Jahreszeit abhängig und schwankt zwischen 3000 und 123.000 l/s. Das Wasser ist 7 bis 8 °C warm und fließt am Fuße eines steilen und 200 m hohen Felsens aus einem Karsthöhlensystem aus.
Direkt an der Quelle wurde im 17. Jahrhundert ein Derwischkloster errichtet. Das dreistöckige Gebäude aus Stein liegt am rechten Ufer des Quellsees, ein breiter Erker überragt den See, sodass man sich im Wasser selbst spiegeln kann. Der See wird von einem 2 m hohen hufeisenförmigen Wasserfall begrenzt, der in den etwa 10 m breit uferverbauten Fluss mündet.